# Hennuyères
Hennuyères (en wallon Innuyere, Ain-nuyère  en patois) est un village de la ville belge de Braine-le-Comte située en région wallonne dans la province de Hainaut. Le toponyme n’a rien à voir avec le Hainaut, qui est lié à la rivière Haine. Il se rapprocherait (source : Gérard Bavay), plutôt de Wiers ou de Wiheries. Ce n’est en effet qu’à la fin de l’ancien Régime que la terre d’Hennuyères quitta le Brabant pour le Hainaut. C'était donc une commune à part entière avant la fusion des communes de 1977. Hennuyères est le plus grand village de la commune de Braine-le-Comte.

## Évolution démographique
- Sources : INS, Rem. : 1831 jusqu'en 1970 = recensements, 1976 = nombre d'habitants au 31 décembre.

## Historique
Les premières traces que l'on a d'Hennuyères remontent à 765. Le village porte alors le nom de Henwirch. En 877, Charles le Chauve cède cette parcelle de terre au chapitre de Nivelles. Elle s'appelle Hannuaria. En 1509, Hennuyères fait partie du domaine que possédaient les seigneurs d'Enghien en Brabant. Ce village relevait donc, jadis, du Duché de Brabant, de la mairie de Nivelles et du diocèse de Namur. En 1688, la marquise de Montespan réside à Hennuyères, où elle se livrera à un séjour pieux et méditatif de 2 ans.

C'est au XIXe siècle que le village se développe grâce à son sol et sa gare. De nouvelles industries apparaissent comme les Tuileries et les Briqueteries ce qui donne lieu à la construction de maisons ouvrières.
Il s'ensuit que les sablières du bois de la Houssière sont rudement mises à contribution. C'est également dans le cadre de cette évolution que se développe à Hennuyères un centre de production réputé pour ses tuiles et ses hourdis de terre cuite. Le tout transitant évidemment par la voie ferrée.
Hennuyères est aujourd'hui caractérisé par ses bois et ses quartiers bourgeois et calmes.

## Curiosités du village

### Architecture

#### L'église Sainte-Gertrude de1555dont la tour en partie romane date duXVIesiècle[3]
Gertrude de Nivelles serait née en 626 du mariage de Pépin de Landen, un maire du palais d'Austrasie, et de Itte Idoberge. C'est la première abbesse de l'Abbaye de Nivelles, elle est la fondatrice et sainte patronne de la ville de Nivelles en province de Brabant wallon. Dans l'iconographie médiévale, elle est déjà associée aux rats ou aux souris. Des rats et des souris lui grimpent le long de la robe ou encore le long de la crosse qu'elle tient.
- Les anciennes maisons de rangées de la rue de la Gare et de la rue de la Gourmette datant du XIXe siècle. Elles furent construites autrefois pour loger les ouvriers des Anciennes Tuileries et Briqueteries.
- De nombreuses petites chapelles et monuments aux morts.

#### La gare de Hennuyères
La gare de Hennuyères est une gare ferroviaire belge de la ligne 96, de Bruxelles-Midi à Quévy (frontière), située à Hennuyères sur le territoire de la ville de Braine-le-Comte dans la province de Hainaut en région wallonne.
C'est une halte voyageurs de la Société nationale des chemins de fer belges (SNCB) desservie par des trains du réseau Suburbain (S).
Anciennes photographies disponibles sur le site web http://www.garesbelges.be/hennuyeres.htm. 
L'arrivée du chemin de fer
À partir de Tubize, le tracé de la voie ferrée suit le cours de la Favarge. Le choix de l’emplacement initial de la gare était l’endroit idéal pour le transport du sable ou de ressources forestières venant du bois. On fera se rejoindre deux axes à hauteur du chemin de la Dîme : l’axe du Grand Péril et l’axe chemin de la Dîme, rue de la Gare, rue de la Gourmette, rue Aulnois.e ferroviaire. L’objectif initial du chemin de fer était l’exploitation des ressources naturelles. Par ailleurs l’habitat dispersé d’Hennuyères rendait l’emplacement de l’arrêt indifférent du point de vue voyageurs, encore fallait-il qu’ils en eussent les moyens. La maintenance des voies et la gestion de la circulation dans le tunnel qui ne pourra être réalisé qu’à simple voie apporteront une nouvelle forme de travail.

#### Le Moulin du Goutteux
Moulin à vent en brique au lieu-dit "Goutteux" (section A n°67e). La tour subsiste et sert d'habitation.
Le moulin à vent du Goutteux se situe à mi-pente du vallon de la Favarge, un des nombreux ruisseaux drainant le côté oriental de la vallée de la Senne. Sa position correspond pratiquement à l'axe de la crête de tir. Isolée; au milieu des champs, mais positionnée à proximité du vicinal qui joignait les villages d'Hennuyères et Ronquières), il profite d'un horizon largement dégagé.
Le moulin du Goutteux appartient à la catégorie des moulins à fût tronconique de maçonnerie.
Entièrement en brique et de forme assez massive, il présente diverses baies sur trois niveaux: rez-de-chaussée et deux étages. Il semble avoir conservé sa hauteur initiale. Deux portes, sous arc surbaissé en brique, donnent accès au rez-de-chaussée. Quatre fenêtres, également sous arc surbaissé en brique, «éclairent l’étage. Au second étage, un œil-de-bœuf est établi à l'aplomb de chacune des portes. Sur les deux autres "faces", ce sont des baies identiques à celles du premier étage qui sont percées.

"On voit encore du chemin de fer une tour en briques qui n'est plus affectée; qu’à un usage agricole (communication de M. Charbonnelee dans les années 1930),.

#### Les Tuileries ( ou Panneteries)
La présence d’un important gisement (100 ha.) d’argile yprésienne d’excellente qualité au nord de la rue de Grand Péril décide Godefroid DU BOIS D’ENGHIEN de créer, pour l’exploiter, une société d’abord modeste qui deviendra par la suite une importante société anonyme. 1879 marque le démarrage de cette activité. La proximité de la voie ferrée constitue un atout pour l’écoulement de produits finis pondéreux. Le vicinal (ligne Planois – Rebecq), inauguré en 1912, apporte débouché et main d’œuvre plus éloignée et a son arrêt Tuileries. Ce vicinal imposera la construction d’un important viaduc surplombant la voie ferrée et provoquera le déplacement de la station vers l’emplacement actuel et la construction des bâtiments encore visibles actuellement. Il s’agit en effet aussi de tenir compte des besoins de la société reliée par une voie ferrée industrielle privée au réseau principal. L’assiette de ce raccordement est encore bien visible. Les dirigeants ne se contenteront pas d’exploiter le gisement pour faire des briques et des tuiles, mais produiront un important effort de recherche pour la mise au point et la commercialisation de produits plus élaborés allant jusqu’au préfabriqué (briques, tuiles et bardeaux vernissés de diverses formes et formats et les célèbres dalles d’Hennuyères qui pouvaient être posées verticalement ou horizontalement). Les « Tuileries » fermeront leurs portes dans les années 1970, victimes des restructurations intervenues dans le secteur, et ce, malgré une modernisation suivie de l’outil.

### Espaces verts
- Le bois de la Houssière situé en partie sur le territoire du village.
- De nombreux champs et de nombreuses prairies.
- Le projet du Grand Bois Commun (Voir section Actualités).

### Spécialités culinaires
- La Gayette : une truffe dont la forme représente représente un morceau de charbon et qui est vendue dans un ballotin dont la forme ressemble à un chariot du charbonnage[7].
- Le miel : plusieurs producteurs sont actifs dans le village, notamment dans le Bois de la Houssière.
- Le sirop de fleur de Sureau (pour en trouver : 5 Chemin Sainte-Anne à Hennuyères).
- Vinaigrette au vinaigre de safran d'Hennuyères (pour en trouver : 11 Sentier Belle Vue à Hennuyères).
- Divers pains artisanaux.
- Fraises, yaourts, glaces, pommes de terre, fromage de chèvre, légumes, viande, beurre et autres produits fermiers.

## Enseignement
L'Ecole Communale d'Hennuyères est la seule école maternelle et primaire du village.

## Organisations/ associations
- Le Comité de jumelage avec Codroipo[8].
- Les Scouts d'Hennuyères[9] (Unité 17ème Brunehault).
- Le Comité "J'aime Hennuyères".
- Les Amis du Pont (courses cyclistes).
- Maison d'accueil de Mena - Le Centre Bonvena[10].

## Commerces
Plusieurs commerces sont apparus ces dernières années notamment :
- L’Épicerie - Du local au bio(boucherie, épicerie de produits locaux (+ de 20 producteurs) et bio ;
- La Forge (boulangerie) ;
- La Panetière (boulangerie) ;
- Le Griffon (restaurant de cuisine française) ;
- Café Le Cercle (café) ;
- La ferme du Joli-Bois (ferme) ;
- La Ruche qui dit oui (ferme) ;
- La Ferme du Planois (ferme) ;
- Ferme Huart-Pareit - Ferme de La Roc (ferme) ;
- Ferme Saint-Hubert (ferme) ;
- Gite La Houssière (gîte) ;
- Centre de tir Multi-Calibre brainois (centre de tir) ;
- AMS Auto (garagiste).

## Actualités

### Pollution au PCB
AU début de 2017 s'est tenue la première audience à Mons sur le scandale de la pollution au PCB. Même si c'est il y a dix ans que l'AFSCA a repéré un taux beaucoup trop important de PCB au travers d'un contrôle du lait d'un éleveur brainois, cette affaire n'est pas prescrite car la pollution continue encore. La pollution a entrainé l'abat d'un cheptel, la pollution des étangs du Coeurcq à Tubize, etc.

### Voitures hors d'usage
Une chasse aux voitures hors d'usage dans l'ancien zoning des Tuileries a été menée en 2009 par les gestionnaires de l'ancien zoning des Tuileries avec l'aide de la commune de Braine-le-Comte et la police.

### Un mobilhome pour jeunes en décrochage
L'ASBL Amarrage a lancé l'initiative « Allô Décroche ! » avec un mobilhome qui accueille provisoirement des jeunes en décrochage, en attendant qu’on puisse leur trouver un logement. Ce séjour leur permet de mettre les situations à plat, faire comprendre, notamment par un jeu coopératif, les points forts de chacun et chacune. Il se déplace régulièrement vers la ferme du Planois.

### Une aide à 15 mineurs étrangers non-accompagnés
Le Centre Bonvena géré par l’ASBL Amarrage accueille 15 mineurs étrangers non-accompagnés au 15 Rue de Virginal.

### Une vache meurt à cause des pollueurs
La vache de la ferme Huart-Pareit est morte en août 2018 car son estomac était perforé et qu'elle souffrait d'une péritonite. La cause est connue : une cannette jetée par un pollueur,.

### Un faucon crécerelle sauvé
Deux villageoises ont sauvé en août 2018 un faucon crécerelle piégé dans une clôture.

### Le Grand Bois Commun
Acheter collectivement 80 hectares de forêt préservée et classée Natura 2000 pour les rendre accessibles à tous.